# Volta à Ilha
A Volta à Ilha é a maior corrida a pé de revezamento da América Latina. Ela é realizada todos os anos na Ilha de Florianópolis, capital do Estado de Santa Catarina, Brasil.
São 140 Km de percurso, onde as equipes atravessam praias, estradas e trilhas.

## Edições
| Ano               | Equipe (Masculino)     | Tempo      | Mulheres | Equipe (Feminino) | Tempo | Ref   |
| ----------------- | ---------------------- | ---------- | -------- | ----------------- | ----- | ----- |
| 14ª edição        | Paquetá Esportes Asics | 8h50min39s |          |                   |       | [ 2 ] |
| 20ª edição - 2010 |                        |            |          |                   |       | [ 3 ] |
| 21ª edição - 2016 |                        |            |          |                   |       | [ 1 ] |